# 药物分类
药物分类，或称药物类别是药物的某种分类方式，这种方式可以基于相似的化学结构、或相同的作用机制（如可与同一生物靶标结合）、或相似的作用模式，或用于治疗相似的疾病。
药物可从多种角度进行分类，在主流的药物分类系统中，以上四种分类模式形成了一种层次结构。例如，贝特类药物具有相似的化学结构（两亲性羧酸），具有相同的作用机制（PPAR激动剂）和相同的作用方式（降低血液中的甘油三酯），均可用于预防和治疗相同的疾病（动脉粥样硬化）。然而，并非所有PPAR激动剂都是贝特类药物，并非所有降甘油三酯药物都是PPAR激动剂，并非所有治疗动脉粥样硬化药物均是降甘油三酯药物。
药物类别通常由原型药物定义，原型药物是该分类中的典型药物且通常为首个成药化合物，开发同类型的其他同药物通常参考原型药物或与之比较。
如抗疟疾药物的原型药物是氯喹，非甾体抗炎药物的原型药物是阿司匹林。

## 按综合系统分类
- 解剖治疗化学分类系统（Anatomical Therapeutic Chemical Classification System，ATC）是最广泛使用的药物分类系统。可结合器官系统、治疗属性、药理学属性和化学属性进行分类。[9][10][11]
- 医学系统命名法（Systematized Nomenclature of Medicine，SNOMED）：其中部分规则也可用于药物分类。[12][13]

## 按化学性质
药物可基于化学性质进行分类，如根据药化学结构分类。基于化学结构进行分类的药物类别包括：
- 苯二氮䓬类[14]
- 强心苷[15]
- 贝特类药物（英语：Fibrate）[16]
- 甾体[17]
- 噻嗪类利尿剂[18]
- 曲坦类药物（英语：Triptan）[19]
- Β-内酰胺抗生素[20]

## 按作用机制
可基于药理学按作用机制对药物进行分类，作用机制通常依据生物学靶标的种类进行分类。分子作用机制相同的一类药物，可调节特定的生物靶标活性。作用机制还包括针对生物靶标的活性类型，如对于受体而言，这些活性包括：激动剂、拮抗剂、反向激动剂或调节剂。酶的靶向机制包括激活剂和抑制剂。离子通道调节剂包括开放剂和阻滞剂。以下是基于特定作用机制的药物类别示例：
- 5-alpha-还原酶抑制剂（英语：5-alpha-reductase inhibitor）[22]
- ACE抑制剂[23]
- Alpha-肾上腺素受体激动剂（英语：Alpha-adrenergic agonist）[24]
- 血管紧张素II受体拮抗剂[25]
- β受体阻滞剂[26]
- 胆碱能（英语：Cholinergic）[27]
- 多巴胺能（英语：Dopaminergic）[28]
- 氨基丁酸能（英语：GABAergic）[29]
- 肠促胰岛素拟似物[30]
- 非甾体抗炎药 − 环氧合酶抑制剂[31]
- 质子泵抑制剂[32]
- 肾素抑制剂[33]
- 选择性糖皮质激素受体调节剂（英语：Selective glucocorticoid receptor modulator）[34]
- 血清素能[35]
- 他汀类药物 – 羟甲基戊二酸单酰辅酶A还原酶抑制剂[36]

## 按作用方式
按作用方式分类是基于生物学的角度出发，并根据药物引起的解剖学或药物引起的功能改变进行分类。基于常用的作用方式定义的药物类别包括：
- 抗真菌药[37]
- 抗微生物剂[38]
- 抗血栓药物（英语：Antithrombotic）[39]
- 支气管扩张药[40]
- 变时性药物（英语：Chronotrope）（正向或负向）[41]
- 解充血药（英语：Decongestant）[42]
- 利尿剂或抗利尿剂（英语：Antidiuretic）[43]
- 强心剂（英语：Inotrope）（正向或负向）[44]

## 按临床用途
药物分类还可从医学临床用途角度出发，根据药物用于治疗的病理学进行分类。
- 镇痛药[45]
- 抗生素[46]
- 抗癌药[47]
- 抗凝剂[48]
- 抗抑郁药[49]
- 降糖药[50]
- 抗癫痫药（英语：Antiepileptic）[51]
- 抗精神病药[52]
- 解痉药[53]
- 抗病毒药[54]
- 心血管药物[55]
- 镇定剂[56]
- 镇静剂[57]
- 兴奋剂[58]

## 合并分类
某些药物类别会兼顾多种分类标准以满足实际的分类需要。如非甾体类抗炎药（Nonsteroidal anti-inflammatory durg，NSAID）就是其中一例。历史上对于抗炎药的定义，除了非甾体抗炎药，还包括皮質類固醇药物即甾体类抗炎药物。在非甾体抗炎药这个类别出现之前的十年间，甾体类皮质类固醇类抗炎药一直是抗炎药物中的主流。由于1950年代皮质类固醇药物的不良反应事件，非甾体抗炎药这种新型抗炎药物迅速在临床领域开展应用。 因此，非甾体抗炎药的药物类别由作用机制——抗炎，与其化学结构——非甾体一起组成了新的药物分类。
- 缓解疾病的抗风湿药（英语：Disease-modifying antirheumatic drug）（DMARD）[61]
- 非甾体类抗炎药（NSAID）[59]

## 按其他系统分类
其他药物分类系统，如基于药物的溶解度和胃肠道渗透性，对药物进行分类的生物药剂学分类系统（Biopharmaceutics Classification System，BCS）。

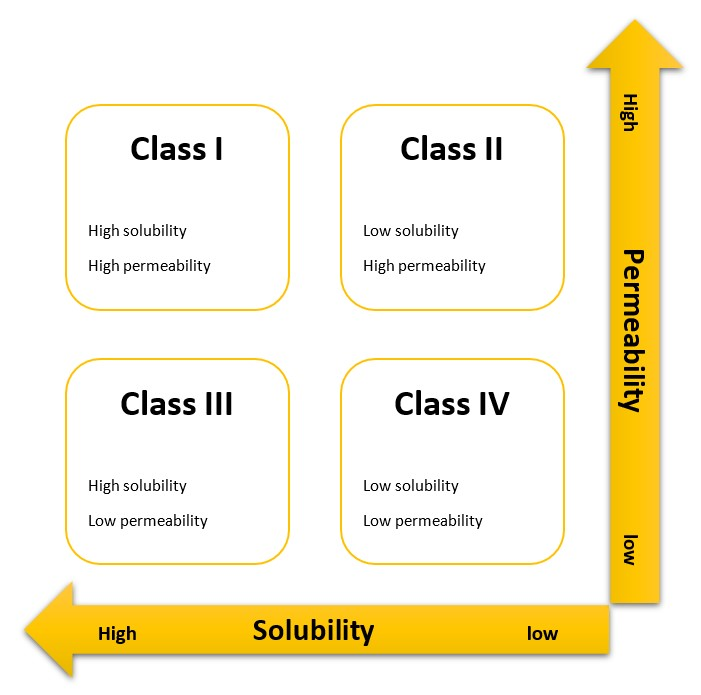
BCS分类

按生物药剂学分类系统（BCS分类）可以将药物基于不同的溶解性和渗透性，分为四类：
- I类 - 高渗透性（英语：intestinal permeability），高溶解度
- II类 - 高渗透性，低溶解度
- III类 - 低渗透性，高溶解度
- IV类 - 低渗透性，低溶解度

## 按法律法规分类
- 对于加拿大的法律分类，可参阅对于加拿大的法律分类和《受管制药物和物质法》[63]。
- 对于英国法律分类，可参阅《英国滥用药物法中的管制药物（英语：Drugs controlled by the UK Misuse of Drugs Act）》。[64]
- 对于美国法律的药物分类，可参阅《受管制物质法案》。[65]
- 由于妊娠期的特殊性，不同司法管辖区使用不同的系统进行药物的怀孕分级。[66]